# نفت پر
نفت پَر نام یک مجموعهٔ تلویزیونی ایرانی به کارگردانی «محمدرضا پاسدار» است که در سال ۱۳۶۶ تولید و از شبکه ۱ سیمای جمهوری اسلامی ایران  پخش گردید.

## خلاصه داستان
ساکنان یک منطقهٔ خیالی که دارای منابع عظیم نفت است، زندگی بی‌دغدغه و آسانی دارند. آنها هیچ شغلی ندارند و با پول نفت، زندگی را می‌گذرانند. در این مجموعه تلویزیونی، با زبانی طنز، وضعیت کشورهایی که تنها منبعِ درآمدشان نفت است، به تصویر کشیده شده است.

## بازیگران
- احمد مندوب هاشمی
- محمد شیری
- عباس محبوب
- شاپور شهیدی
- نیاز سلیمی
- ناصر لقایی
- منوچهر علیپور
- اسدالله ناظمی
- امیر اکبرزاده
- ابراهیم بصیرت
- حمید صفایی
- علـی کریمی
- بهروز مقدم
- محمد یگانه
- فریدون بیات‌سرمدی
- محمدرحیم شاه‌مرادخانی